# Авраам (имя)

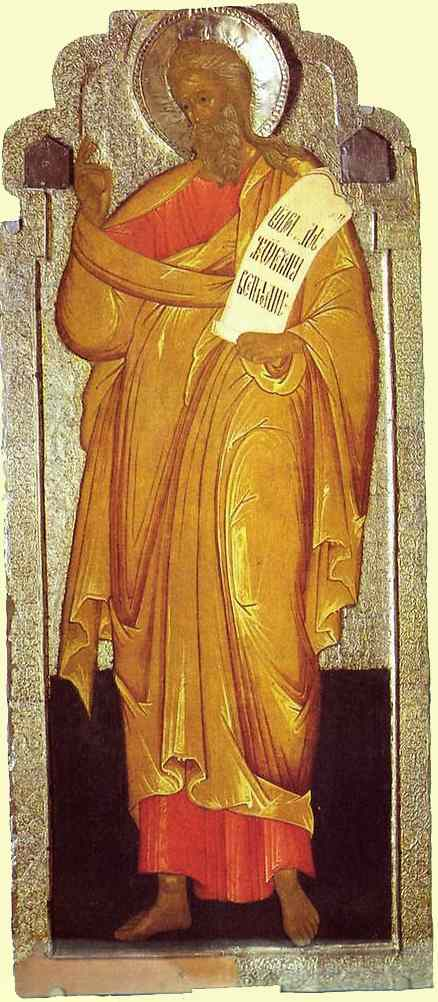
«Авраам»
икона Андрея Рублёва

Авраа́м или Абра́м (ивр. אַבְרָהָם‎) — имя древнееврейского, библейского происхождения. Наряду с другими библейскими именами традиционно используется в христианстве. В различных модификациях распространено среди многих христианских и мусульманских народов.

## Известные носители
- Авраам — ветхозаветный пророк

- Аврам (новгородский мастер)
- Авраам бен-Давид — талмудист
- Линкольн, Авраам — 16-й президент США (1861—1865), первый президент от республиканской партии, освободитель американских рабов.

## Имя в литературе
- Абраам Адамс — герой романа Г. Филдинга «История приключений Джозефа Эндруса и его друга Абраама Адамса» (1742)
- Сэр Эйбрахам Хапхазард — персонаж романа А. Троллопа «Попечитель» (1855).
- Абрахам Браун — персонаж романа Т. Харди «Отчаянные средства» (1871).